# 巣鴨体育館
巣鴨体育館（すがもたいいくかん）は、東京都豊島区巣鴨3丁目8-7にあるスポーツ施設である。

## 概要
年間利用者数は86,215人（平成18年度）。

## 沿革
- 1972年（昭和47年）豊島区が管理する総合運動施設として開館[2]。
- 1994年（平成6年） 大規模な改装工事を実施
- 2005年（平成17年）4月 指定管理者制度によりNAS・クリタス共同事業体が指定管理者になる（～2010年（平成22年）3月）
- 2010年（平成22年）4月 指定管理者制度により東京ドームグループが指定管理者になる（～2021年（令和3年）3月）
- 2014年度は老朽化による大規模改修による休館。

## 施設

### 施設の詳細
各階別の施設の現況は、以下のとおり 。
- 2階
  - 体育館（30m×17.6m）： バレーボール1面・バスケットボール1面・バドミントン4面・卓球16台
  - トレーニングルーム（18.8m×6.1m）： 有酸素マシーン9台・ウェイトマシーン11台・トレーニングベンチ、ダンベルセット
- 1階
  - 多目的ルーム（8.3m×4.7m）：ストレッチマット、ストレッチポール、チューブ、ライトダンベル、スリムディスク
- 地階
  - 温水プール（25m×11m　5コース、水深1.1～1.3m）：付帯施設に採暖室あり

### 利用時間・休館日
- トレーニングルーム　9:30～20:45
- 温水プール　10:00～20:30
- 休館日： 毎月最終月曜日（変更する場合あり）、年末年始

### アクセス
- JR山手線・都営三田線「巣鴨駅」北口から　徒歩約8分
- JR山手線・都電荒川線「大塚駅」北口から　徒歩約7分

巣鴨体育館地図（豊島区ホームページ） を参照のこと。

### 使用料（個人）
- 競技場　午前・午後・夜間（各回）
  - 一般…400円
  - 小中学生…200円
  - 区内在住65歳以上[3]…200円
- 温水プール（2時間フリータイム制）
  - 一般…400円
  - 小中学生…300円
  - 区内在住65歳以上…200円
- トレーニングルーム[4]
  - 一般…400円
  - 区内在住65歳以上…200円
- その他
  - 月会費制度「フリーパス会員」（プール、トレーニングジム[5]）：月会費（申込日より1か月）4,000円（税込）[6]
  - 更衣室ロッカーはコイン式のため、1回使用毎に10円かかる。

### 教室など
さまざまな教室が開かれている。「フリーパス会員」は一部の教室を追加料金なしで受講可能。